# Терсаккан
Терсакка́н (каз. Терісаққан) — село у складі Улитауського району Улитауської області Казахстану. Адміністративний центр Терсакканського сільського округу.
Населення — 295 осіб (2021; 300 у 2009, 635 у 1999, 611 у 1989).
Національний склад станом на 1989 рік:
- казахи — 100 %.